# Compresor rotativo de paletas

Compresor rotativo de paletas

Un compresor rotativo de paletas es un tipo de compresor en el cual el rotor gira en el interior de un estator cilíndrico. Durante la rotación, la fuerza centrífuga extrae las paletas de las ranuras para formar células individuales de compresión. La rotación reduce el volumen de la célula y aumenta la presión del aire.
El calor que genera la compresión se controla mediante la inyección de aceite a presión.
Fue inventado por Charles C. Barnes, de Sackville, quien lo patentó el 16 de junio de 1874.

## Capacidades de compresión
Los compresores de paletas se pueden operar con valores típicos de entre 2-100 kW (de 1,5 a 100 CV), produciendo presiones de trabajo de 7 a 8 y 10 bar (101 a 145 psi).

## Aplicaciones típicas
Neumática, laboratorios, odontología, instrumentación, máquinas herramienta, envasado, etc.
no